# Swanetisches Gewürzsalz

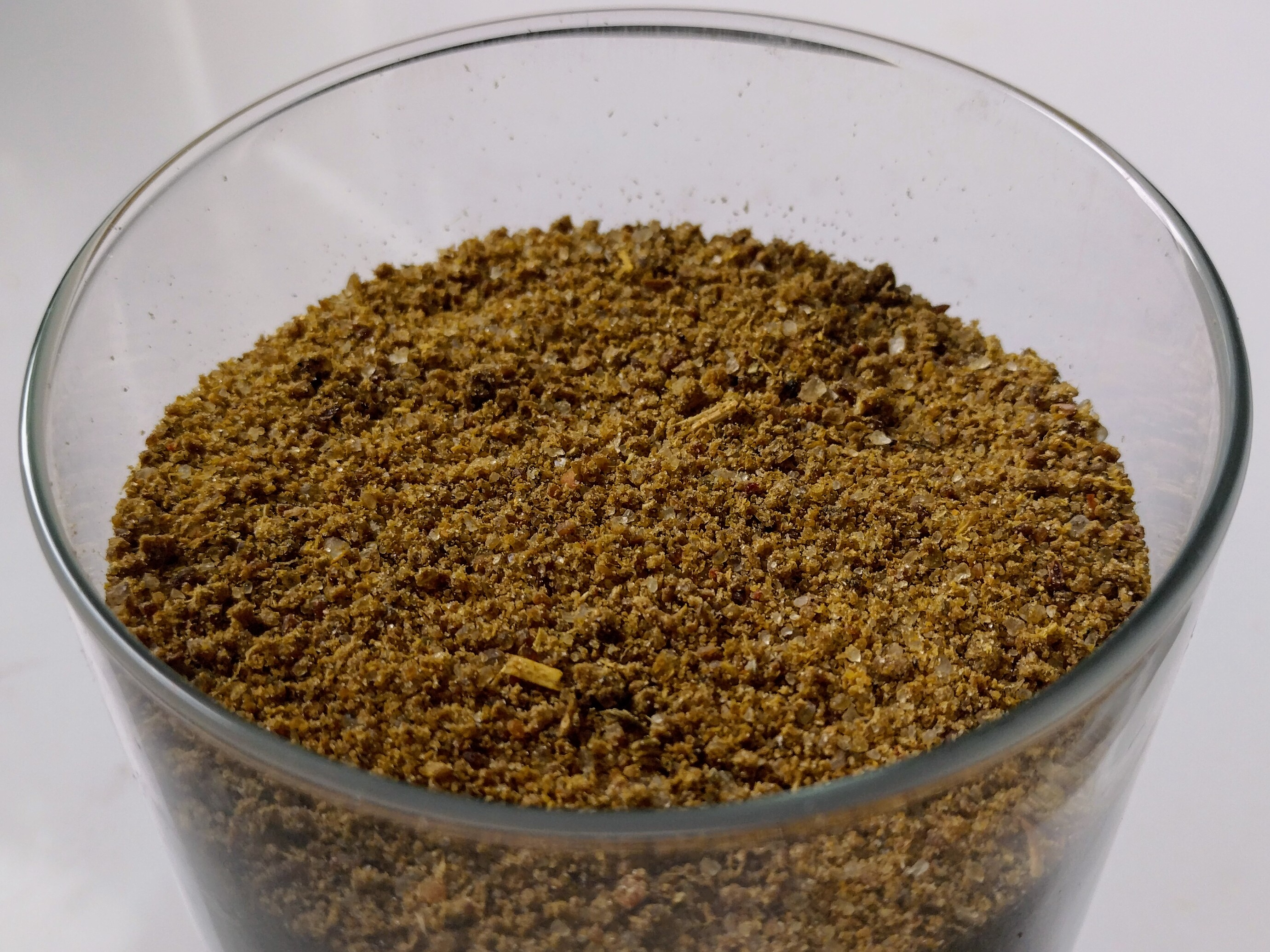
Swanetisches Gewürzsalz

Swanetisches Gewürzsalz (georgisch სვანური მარილი svanuri marili) ist eine Kräutersalzmischung aus der georgischen Region Swanetien. Es enthält neben Salz mindestens die Gewürze Schabzigerklee, Dill, Knoblauch, Koriandersamen, Kümmel, gemahlene Paprika und Tagetes. Die wildwachsenden Kräuter werden in Oberswanetien im Großen Kaukasus in 1800 bis 2400 Metern Höhe gesammelt. Der Legende nach soll die traditionelle Mischung wichtige Komponenten für ein hohes Alter enthalten. Es enthält keine synthetischen Bestandteile. Das Gewürzsalz wird für Suppen, Mehl- und Kartoffelspeisen verwendet.